# قلعة أنكي

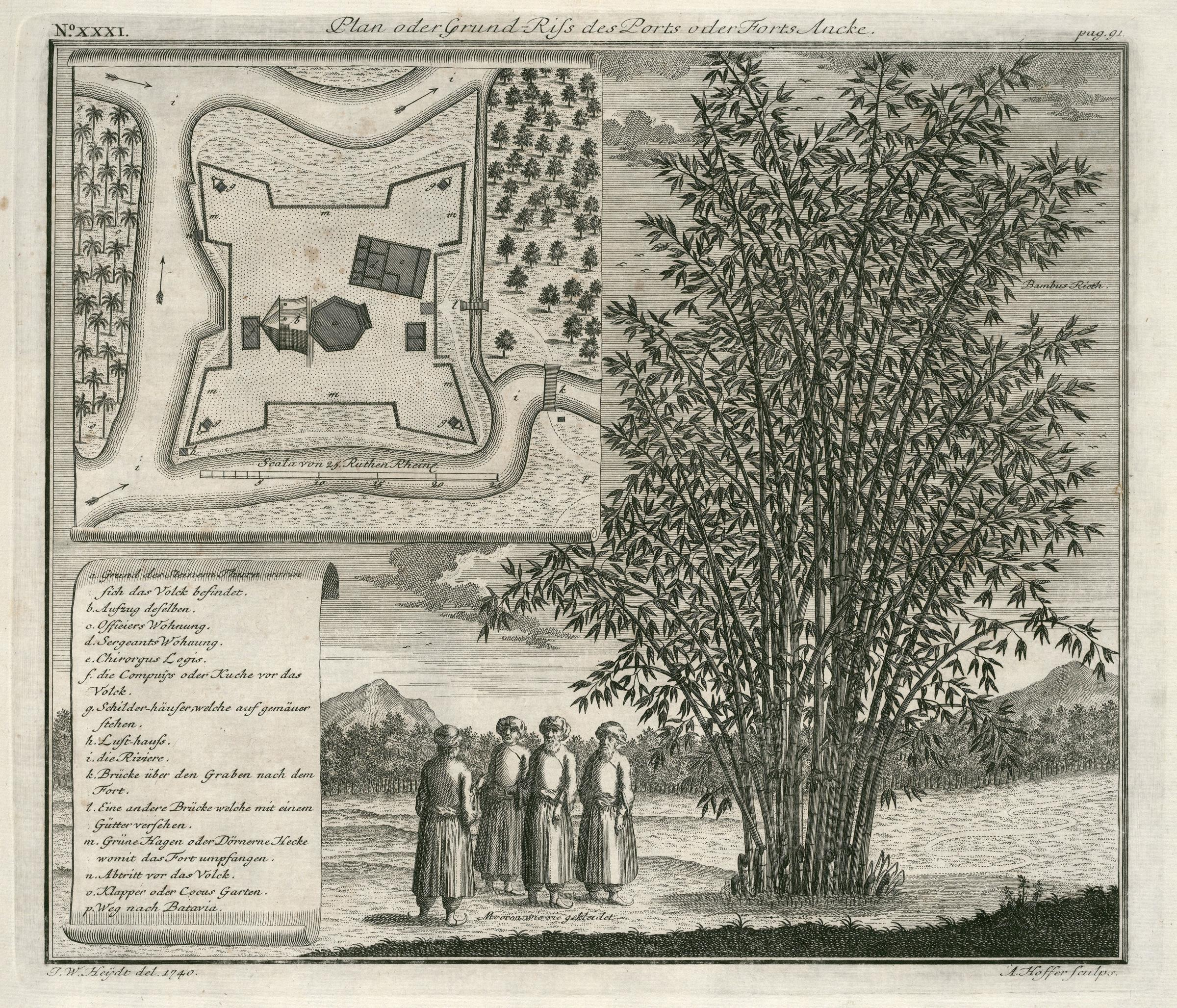
خريطة لقلعة أنكي

قلعة أنكي (بالإندونيسية: Benteng Angke) هي حصن يقع في شمال جاكرتا عاصمة إندونيسيا. تم بناؤه بواسطة شركة الهند الشرقية الهولندية في عام 1657، على طول النهر الذي يحمل نفس الاسم نهر أنكي، وهي بالتحديد تقع إلى الغرب من مدينة جاكرتا. الأسماء التاريخية للقلعة تشمل: (Anckee - Anke -Ankee)
تم احتجاز ثلاثة ضباط من القائد الفرنسي لو موديست كسجناء في الحصن لمدة خمسة أشهر، عندما كان عالم الطبيعة الفرنسي جي. جي جاك لابيارديير قد زارهم في نوفمبر 1796. يقول النص نفسه إن الحصن يقع على بعد ساعة من باتافيا.
تُظهِر خريطة هولندية تعود إلى عام 1740 الحصن عند تقاطع قناة موكيرفات ونهر أنكي.